# Siemens Avanto

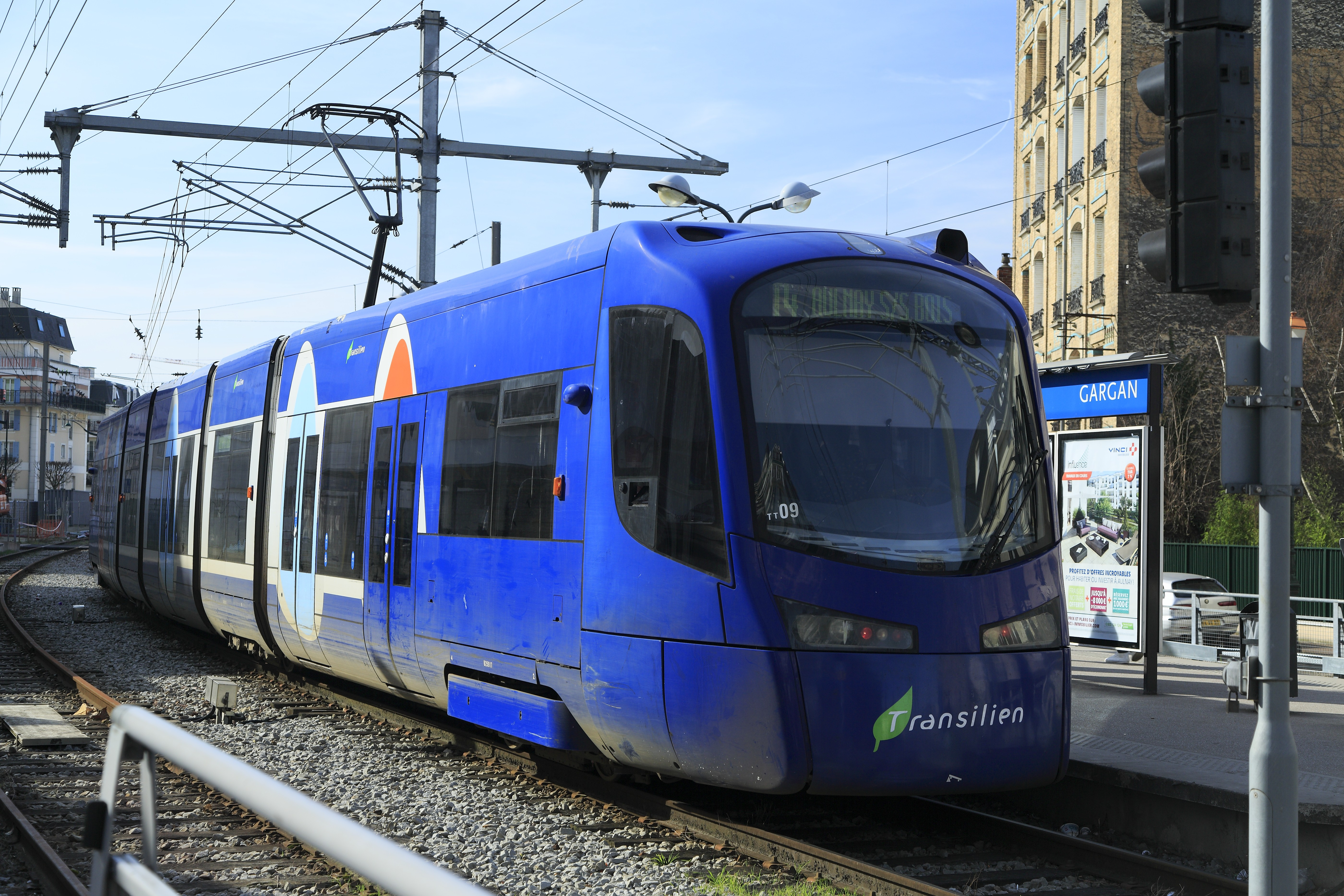
Fünfteiliger Avanto auf der Pariser Stadtbahnlinie T4

Avanto ist eine Straßenbahn-Fahrzeugfamilie von Siemens Mobility, die auch für den Betrieb auf Vollbahngleisen geeignet ist.

## Konzept
Das Avanto-Konzept sieht mehrsystemfähige Fahrzeuge in Stahl-Bauweise vor, die weitgehend den Anforderungen des Vollbahnbetriebes auf Normalspur genügen. Merkmale eines solchen fünfteiligen Fahrzeugs sind, je nach Fahrzeuglänge, 70 bis 80 Prozent Niederfluranteil zwischen den Einstiegstüren, zwei Triebdrehgestelle an den Fahrzeugenden sowie flexibles anpassbares Außen- und Innendesign. Die Einheiten sind Multigelenkwagen mit aufgesattelten Endteilen.

## Einsatz

### Frankreich

#### Paris
Am 18. November 2006 wurde in Paris die erste acht Kilometer lange Strecke, die Linie T4, eingeweiht. Zwischen den beiden Pariser Vorstädten Aulnay-sous-Bois und Bondy verkehren Avanto als Straßenbahnzüge auf einer ehemaligen Eisenbahnstrecke außerhalb der Orte. Deshalb werden die Avanto auch als Tram-Train bezeichnet. Die Linie T4 ist eine Verbindung zwischen den beiden RER-Linien B und E. Die Triebwagen sind regelspurig und für 25 kV bei 50 Hz und 750 V Gleichspannung zweisystemfähig. Die Einheiten bestehen hier aus fünf Teilen mit einer Gesamtlänge (bei abgedeckten Kupplungen) von 36,678 Metern bei einer Fahrzeughöhe von 3,52 Metern bei gesenktem Stromabnehmer. Mit einer Eigenmasse von 59,7 Tonnen und einer Fahrzeugbreite von 2,65 Metern sind die Einheiten in Paris für eine Höchstgeschwindigkeit von 100 km/h zugelassen. Der zweite und vierte Wagenkastenteil laufen auf je einem zweiachsigen Laufwerk. Zwischen beiden ist ein laufwerksloser Kasten eingehängt. Die beiden Endwagenkasten stützen sich ebenfalls auf den Laufwerkssegmenten ab, ihr Führerstandsende läuft auf einem zweiachsigen Triebdrehgestell. Der Wagenboden liegt über den Triebdrehgestellen höher und ist über Stufen erreichbar.
Die Pariser Einheiten haben pro Fahrzeugseite fünf Schwenkschiebetüren mit zusätzlichem Schiebetritt für den Breitenausgleich zwischen Bahnsteigkante und Fahrzeugboden. Dazu sind die zu 80 Prozent niederflurigen Einheiten vollklimatisiert, mit einem Videoüberwachungssystem für Innenraum und Einstiegsbereiche und einem Fahrgastinformationssystem ausgestattet. Ein Zug hat 80 Sitzplätze, von denen 6 klappbar sind. Auf der Linie T4 beförderten die Züge vor der Inbetriebnahme der Erweiterung nach Montfermeil täglich etwa 35.000 Fahrgäste zwischen elf Stationen. Betreiber ist die französische Eisenbahngesellschaft SNCF, die 15 Fahrzeuge bei Siemens in Auftrag gegeben hat. Hinzu kam eine Option über 20 weitere Einheiten. Bei der SNCF werden diese Triebwagen als Baureihe U 25500 geführt.
Nach der Inbetriebnahme der Zweigstrecke nach Montfermeil wurden die Pariser Avanto von Citadis Dualis abgelöst, abgestellt und zum Verkauf angeboten.

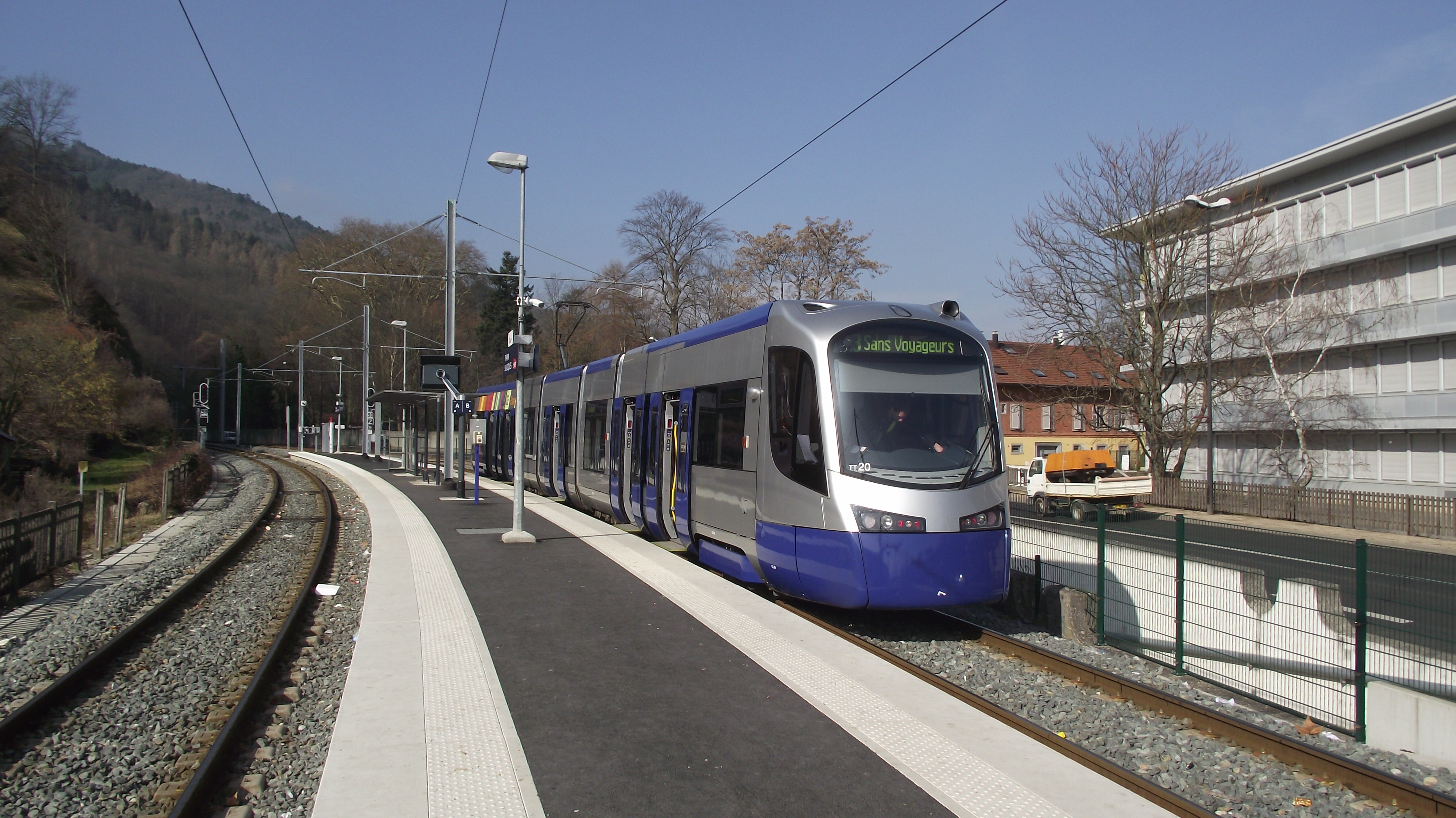
Avanto Tram-Train in Thann St-Jacques

#### Elsass
Am 12. Dezember 2010 nahmen die Avanto bei der Straßenbahn in Mülhausen als Tram-Train Mulhouse–Vallée de la Thur im Elsass offiziell ihren Betrieb auf. Hierfür kaufte die SNCF zwölf ebenfalls fünfteilige Fahrzeuge, diese werden als U 25500 bezeichnet. Der Auftragswert lag bei rund 50 Millionen Euro. Die Züge verlassen den Hauptbahnhof Mülhausen auf Straßenbahngleisen und fahren auf Eisenbahngleisen bis nach Thann durchs Thurtal weiter.
Die Höchstgeschwindigkeit der Fahrzeuge beträgt 100 km/h bei einer Leistung von viermal 130 kW. Die Fahrzeuglänge bei abgedeckter Kupplung beträgt 36,678 Meter, die Fahrzeugbreite 2,65 Meter. Die Leermasse liegt bei 59,7 Tonnen.

### Vereinigte Staaten
In den USA werden dreiteilige Avanto unter den Bezeichnungen S70 und S700 in den Nahverkehrssystemen verschiedener Metropolen eingesetzt. Derzeit sind dies:
| Ort                         | Betrieb                                    | Anzahl | Typ  | Lieferung             | Länge in m                             | Fahrzeug- nummern       | Bemerkung                                                       |
| --------------------------- | ------------------------------------------ | ------ | ---- | --------------------- | -------------------------------------- | ----------------------- | --------------------------------------------------------------- |
| San Diego (California)      | San Diego Trolley, Inc.                    | 11     | S70  | 2004–2005             | 28,04 über Kasten                      | 3001–3011               |                                                                 |
| San Diego (California)      | San Diego Trolley, Inc.                    | 65     | S70  | 2011 (bis Nr. 4057)   | 24,69 über Kasten                      | 4001–4065               |                                                                 |
| San Diego (California)      | San Diego Trolley, Inc.                    | 70     | S700 | ab 2019               | 24,81 über Kasten                      | 5001–5070               |                                                                 |
| Charlotte (North Carolina)  | Stadtbahn Charlotte (CATS)                 | 42     | S70  | 2007, 2010, 2015–2017 | 28,53 über Kupplung                    | 101–116 201–204 301–322 | Lynx Blue Line                                                  |
| Charlotte (North Carolina)  | Stadtbahn Charlotte (CATS)                 | 6      | S700 | 2019–2020             | 25,98 über Kasten                      | 401–406                 | CityLynx Gold Line                                              |
| Portland (Oregon)           | MAX Light Rail (MAX) (Trimet (Nahverkehr)) | 22     | S70  | 2008–2009             | 29,09 über Kasten                      | 401–422                 | Unechte Zweirichtungswagen (ein Führerstand, beidseitige Türen) |
| Portland (Oregon)           | MAX Light Rail (MAX) (Trimet (Nahverkehr)) | 18     | S700 | 2013–2015             | 29,40 über Kasten                      | 521–538                 | Unechte Zweirichtungswagen (ein Führerstand, beidseitige Türen) |
| Portland (Oregon)           | MAX Light Rail (MAX) (Trimet (Nahverkehr)) | 30     | S700 | ab 2022               |                                        | 601–630                 |                                                                 |
| Norfolk (Virginia)          | „The Tide“                                 | 9      | S70  | 2009–2010             | 28,53 über Kasten                      | 401–409                 | eine Stadtbahn, Hampton Roads Transit                           |
| Salt Lake City (Utah)       | „TRAX“ (Utah Transit Authority (UTA))      | 77     | S70  | 2010–2012             | 24,81 über Kasten                      | 1101–1177               |                                                                 |
| Minneapolis (Minnesota)     | Metro Transit                              | 64     | S70  | 2012–2014, 2017       | 28,742 über Kasten                     | 201–264                 |                                                                 |
| Minneapolis (Minnesota)     | Metro Transit                              | 27     | S700 | ab 2020               | 28,74 über Kupplung                    | 301–327                 |                                                                 |
| Houston (Texas)             | MetroRail Houston                          | 18     | S70  | 2003–2004             | 28,80 über Kasten/ 29,37 über Kupplung | 101–118                 |                                                                 |
| Houston (Texas)             | MetroRail Houston                          | 19     | S70  | 2012–2013             | 25,99 über Kupplung                    | 201–219                 |                                                                 |
| Houston (Texas)             | MetroRail Houston                          | 14     | S700 |                       |                                        | 401–414                 | in Auslieferung                                                 |
| Atlanta (Georgia)           | MARTA (Atlanta Streetcar)                  | 4      | S70  | 2014                  | 24,11 über Kasten                      | 1001–1004               | Einsatz als Straßenbahn Breite abweichend 2,654 m               |
| Seattle                     | Stadtbahn Seattle                          | 152    | S700 | ab 2019               | 28,94 über Kasten                      | 201–352                 | in Auslieferung                                                 |
| Seattle                     | Stadtbahn Seattle                          | 10     | S700 | ab 2027               | 28,94 über Kasten                      |                         | erweitert bestehenden Liefervertrag, Option auf 6 weitere       |
| Sacramento                  | Sacramento RT Light Rail                   | 36     | S700 |                       |                                        |                         | in Auslieferung                                                 |
| Orange County (Kalifornien) | OC Streetcar                               | 8      | S70  | ab 2025               | 27,45 über Kasten                      | 0101–0108               | in Auslieferung                                                 |
| Phoenix (Arizona)           | Valley Metro Rail                          | 11     | S700 | ab 2020               | 27,90 über Kasten                      | 201–211                 |                                                                 |
| Phoenix (Arizona)           | Valley Metro Rail                          | 14     | S700 |                       |                                        |                         |                                                                 |

Die Länge der Fahrzeuge ist nicht einheitlich. In der Tendenz sind solche für den Einsatz als Straßenbahn (Streetcar) kürzer als solche für den Einsatz als Stadtbahn (Light Rail). Die Breite beträgt standardmäßig 2,65 m. Die Typenbezeichnung S70 bezog sich ursprünglich auf den Niederfluranteil von ungefähr 70 %. Der Typ S700 ist eine Weiterentwicklung des Typs S70. Die ersten S700 wurden 2013 ausgeliefert, aber erst 2017 die letzten S70. Der Unterschied ist an der Sitzanordnung im Laufwerksmittelteil sichtbar. Beim Typ S70 sind dort Quersitze angeordnet, beim Typ S700 dagegen Längssitze.

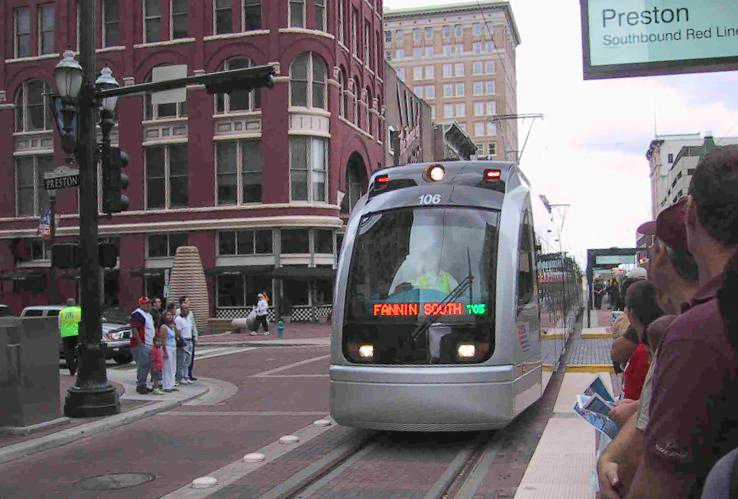
Ein S70 in Houston auf dem Netz der MetroRail Houston
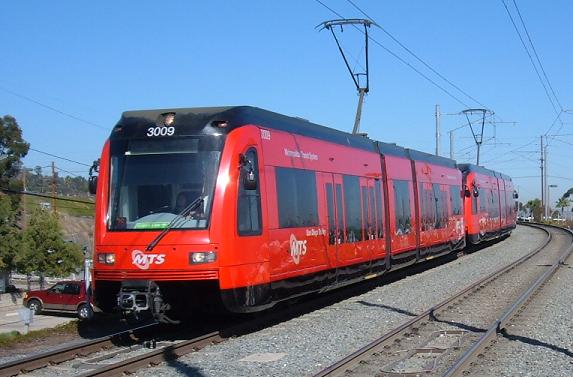
Ein S70 der San Diego Trolley, Inc.
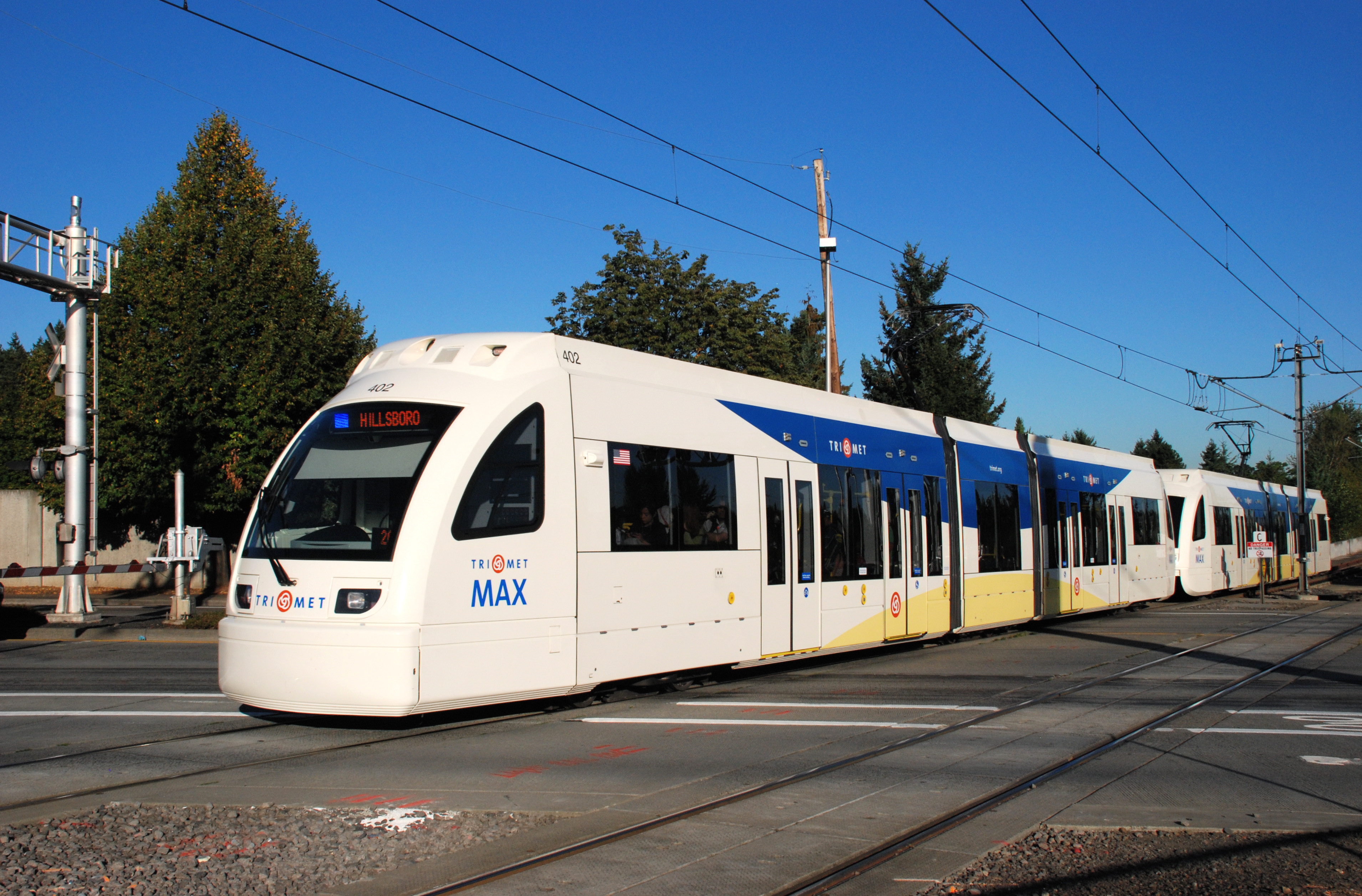
Ein S70 auf dem Netz der Metropolitan Area Express (MAX)
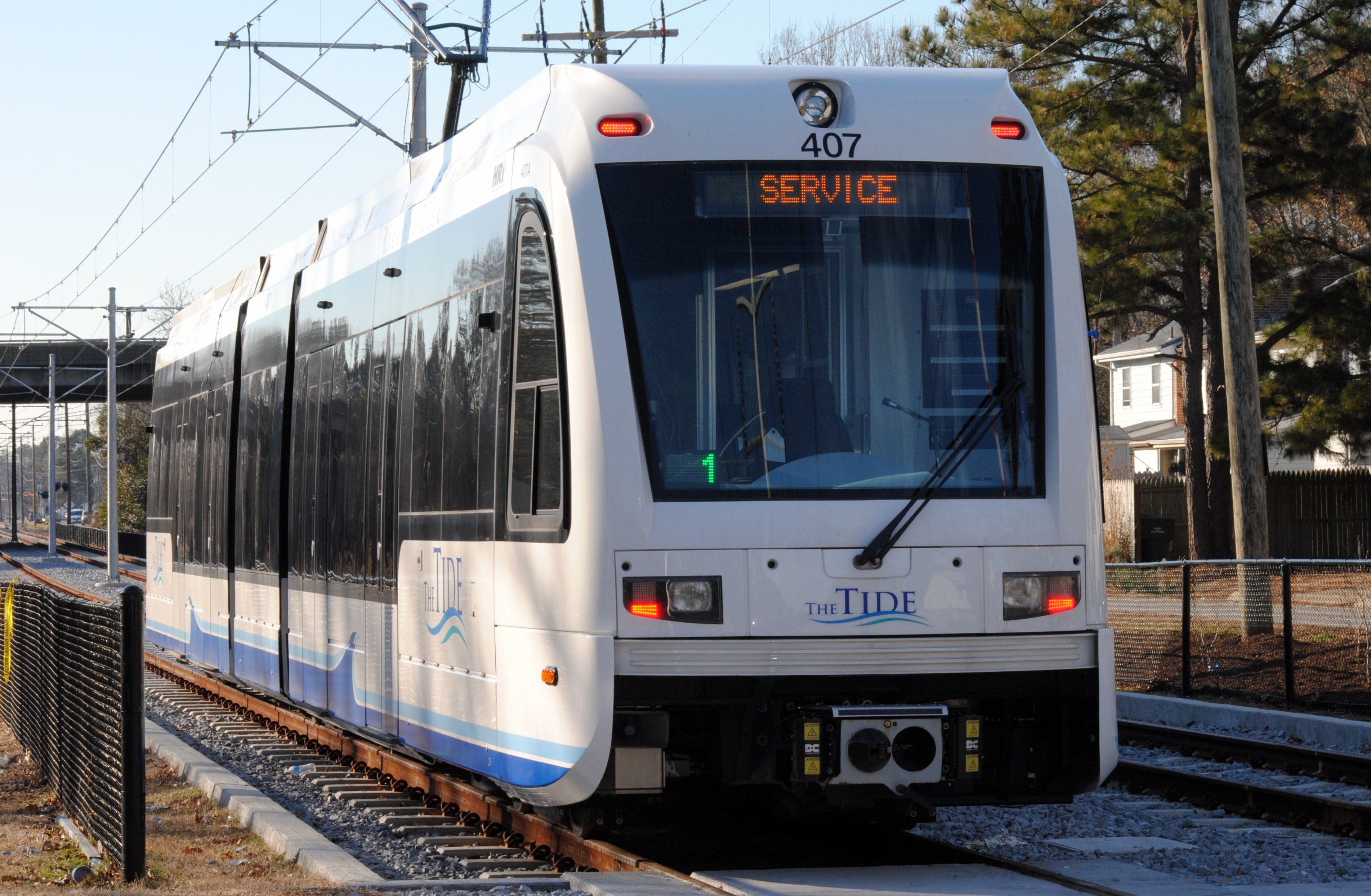
Ein S70 bei Testfahrten in Norfolk (The Tide)
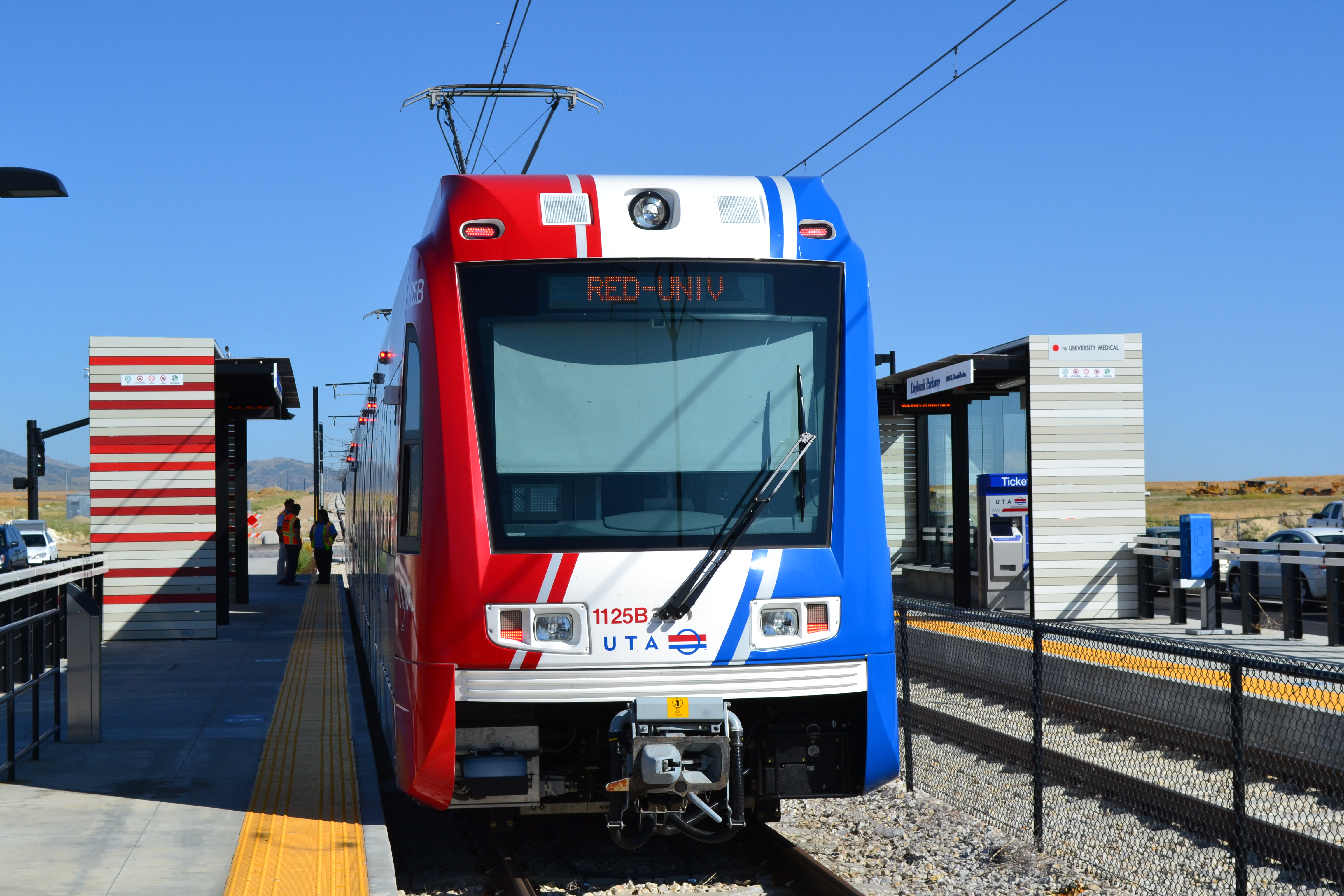
Ein Zug der roten Linie an der Station Daybreak Parkway auf dem Netz der Utah Transit Authority
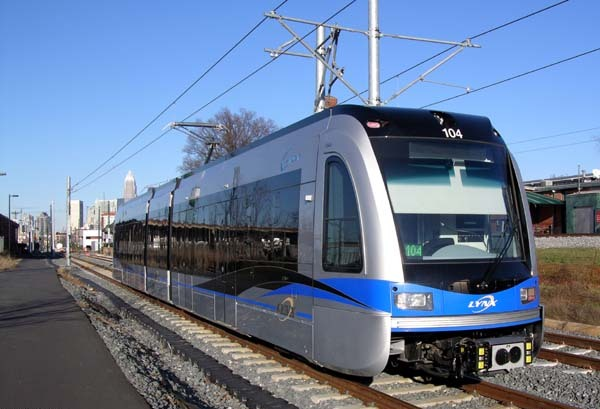
Ein Zug der blauen Linie der Stadtbahn Charlotte (Lynx Light Rail) in Charlotte
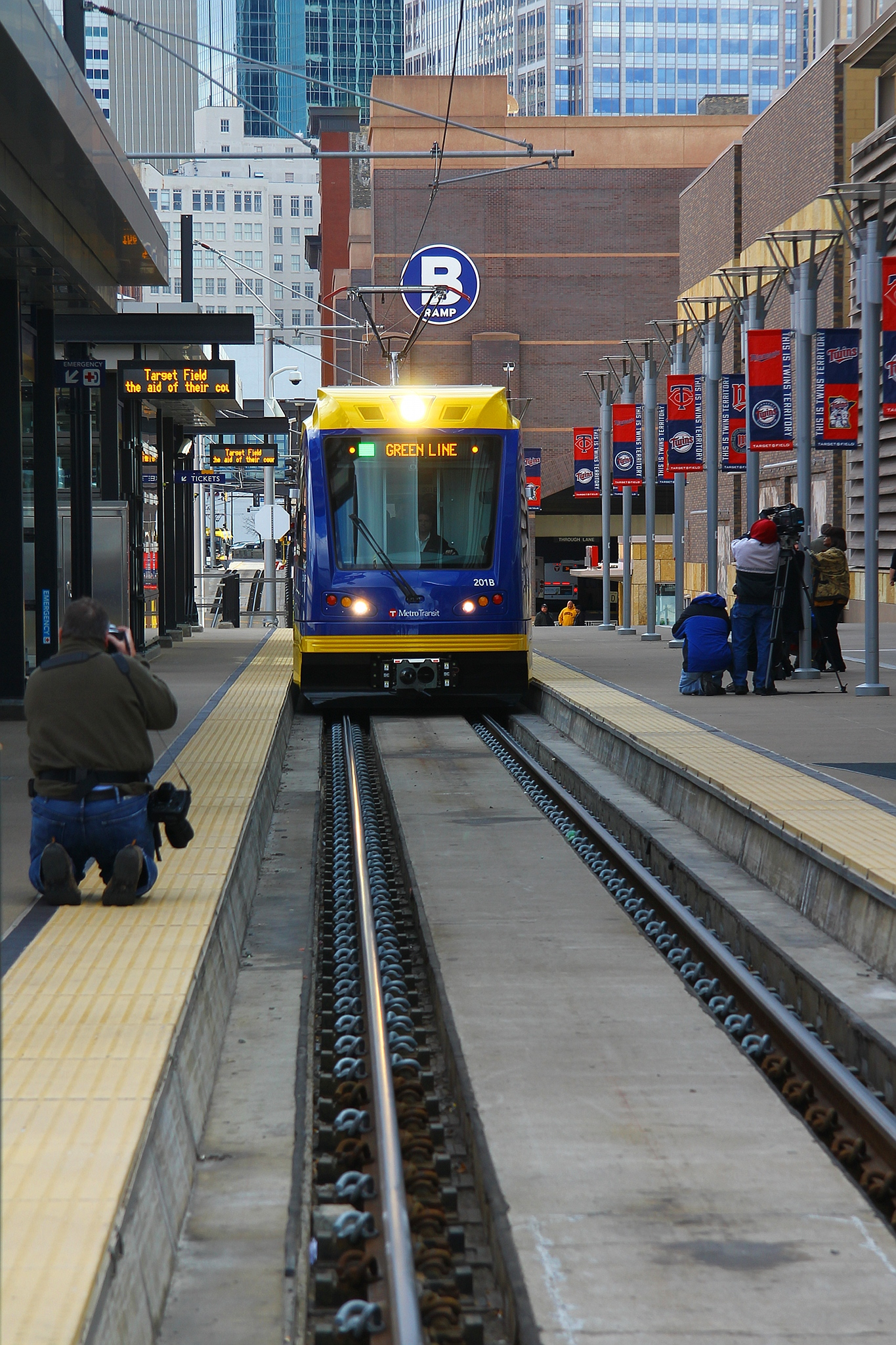
Erster Zug der Metro Transit in Minneapolis (Minnesota)
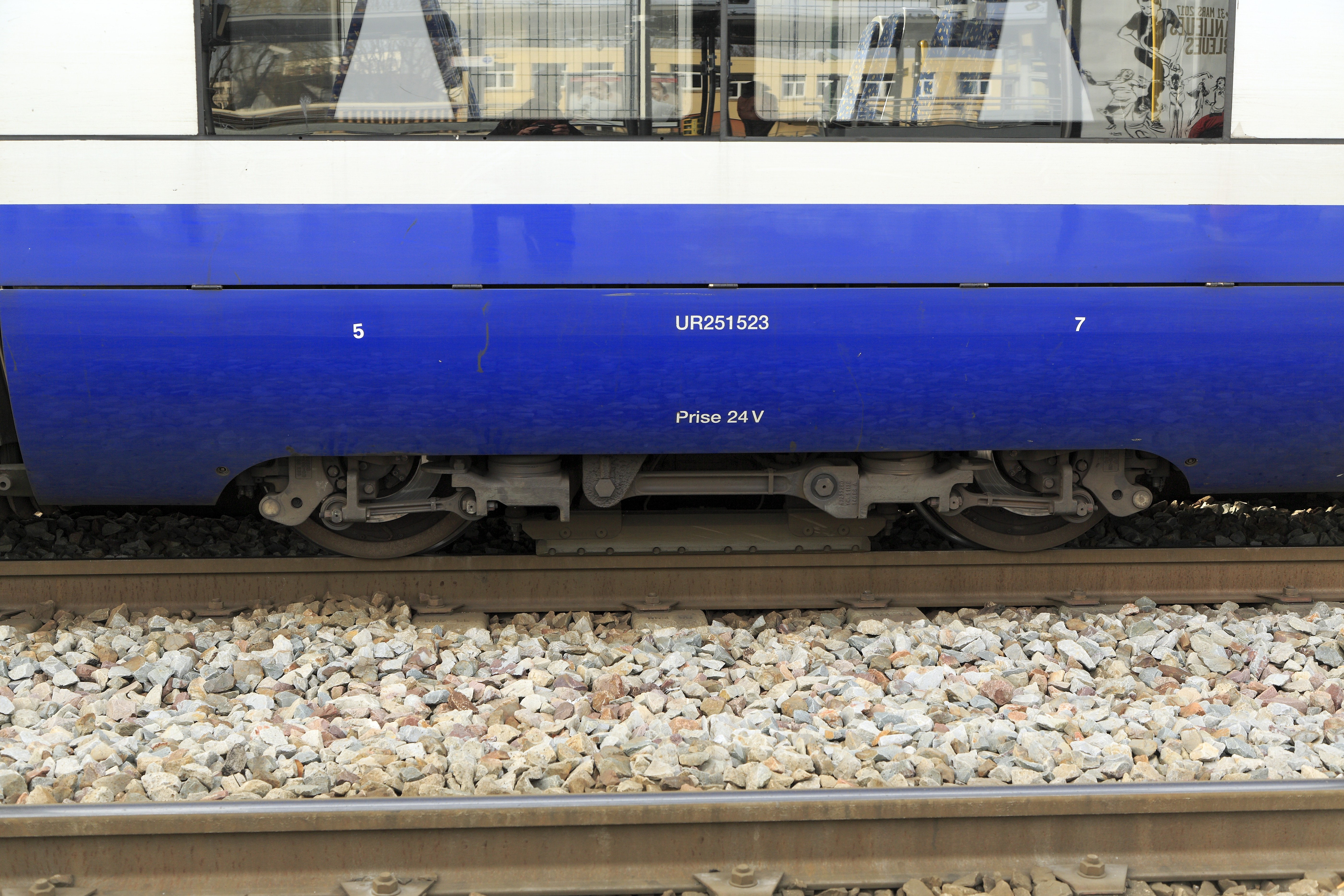
Mittelwagenlaufwerk
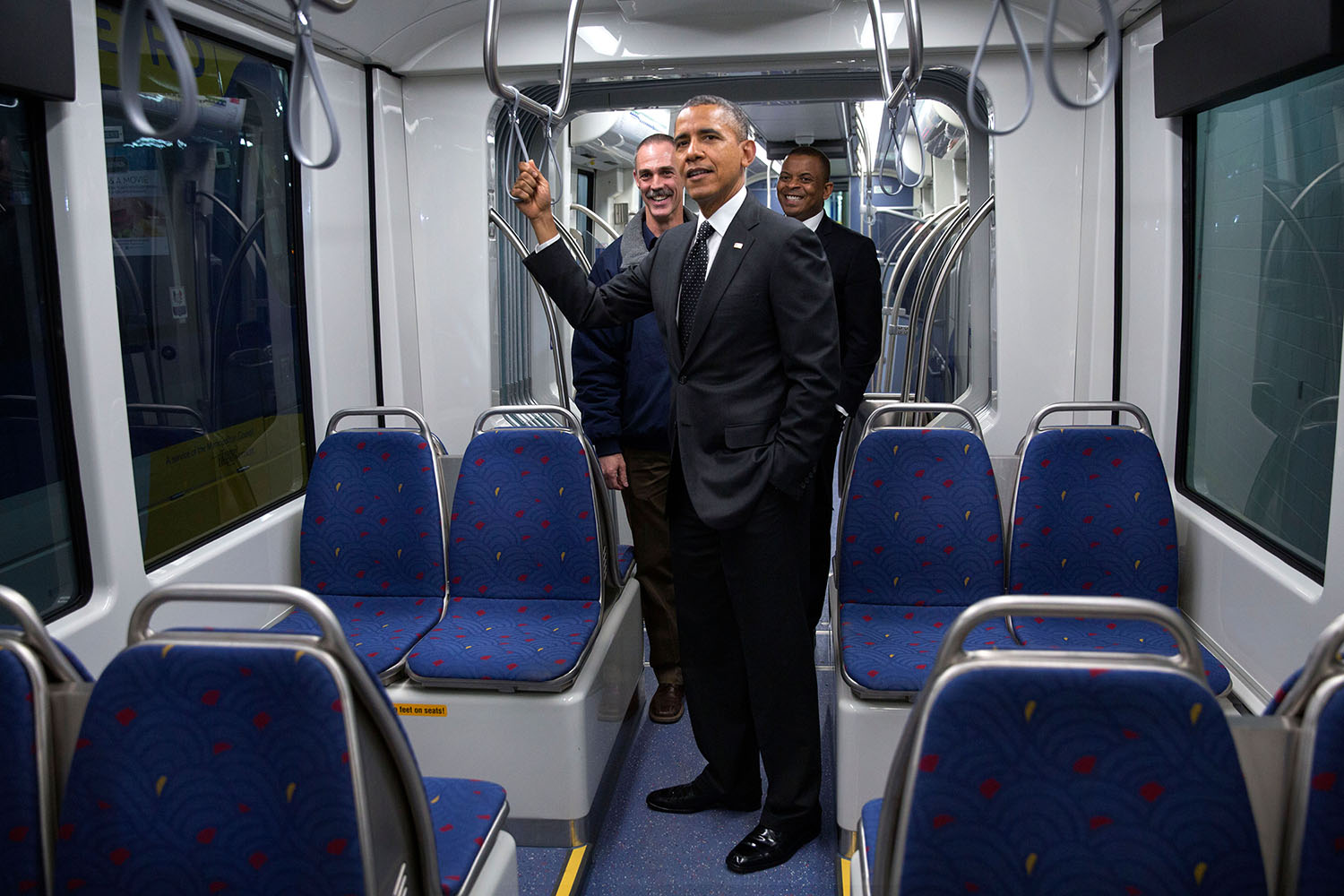
S70-Mittelteil mit Quersitzen (Minneapolis)
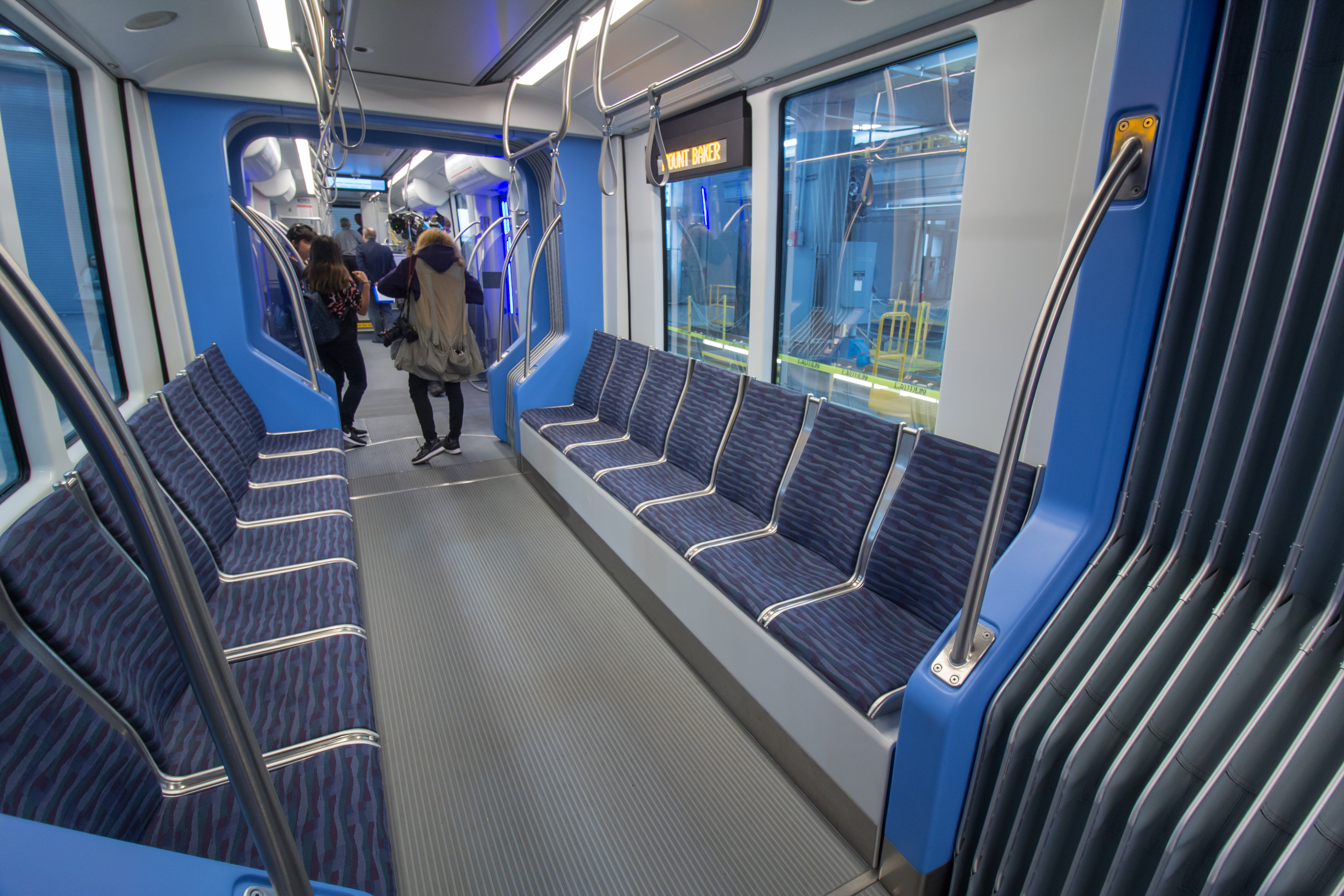
S700-Mittelteil mit Längssitzen (Seattle)